# Menino de Ouro
Menino de Ouro foi um talent show brasileiro exibido pelo SBT em 24 de março de 2013 até 8 de junho de 2014, tendo duas temporadas. Foi apresentado por Paulo Sérgio, tendo Karina Bacchi como repórter e Zetti e Edmílson como técnicos e jurados.
Nele, os jogadores de futebol que fossem vencedores deveriam ser contratados por clubes de futebol do estado de São Paulo. Apesar do SBT ter aberto as inscrições para os candidatos no site, os jogadores também poderão ser escolhidos por olheiros.

## História
Em 3 de julho de 2012, havia vazado na internet uma chamada para novos programas que seriam lançados no mesmo ano pelo SBT, e na chamada continha a apresentação de Football's Next Star. Karina Bacchi primeiramente havia sido creditada como apresentadora, porém após isso foi acertada como repórter de campo do programa. Em 28 de fevereiro de 2013, foi anunciado que o programa não seria exibido pelo SBT São Paulo, cabeça de rede da emissora, mais somente pelas emissoras afiliadas e próprias. O SBT havia comprado o produto originalmente por meio da Endemol Brasil, como a executiva da empresa foi contratada pela FremantleMedia, o produto também foi comprado pela empresa.
Na coletiva de imprensa realizada pelo canal foi anunciado uma segunda temporada do programa.

## Participantes

### Primeira temporada
| Participante    | Nascimento              | Posição          | Resultado | Ref   |
| --------------- | ----------------------- | ---------------- | --------- | ----- |
| Luís Fernando   | 27 de janeiro de 1998   | Volante          | Vencedor  | [ 9 ] |
| Douglas         | 27 de março de 1998     | Lateral Direita  | Vencedor  | [ 9 ] |
| Kalebe          | 27 de abril de 1998     | Goleiro          | Vencedor  | [ 9 ] |
| Kaique Leite    | 21 de junho de 1998     | Lateral Direita  | Eliminado | [ 9 ] |
| Sergio          | 6 de abril de 1998      | Zagueiro         | Eliminado | [ 9 ] |
| Matheus         | 8 de agosto de 1999     | Lateral Esquerda | Eliminado | [ 9 ] |
| Felipe Custódio | 2 de janeiro de 1999    | Lateral Esquerda | Eliminado | [ 9 ] |
| Jesymiel        | 25 de fevereiro de 1998 | Volante          | Eliminado | [ 9 ] |
| Gustavo         | 23 de janeiro de 1998   | Volante          | Eliminado | [ 9 ] |
| Alessandro      | 18 de setembro de 1999  | Meia             | Eliminado | [ 9 ] |
| Marcos          | 8 de maio de 1998       | Atacante         | Eliminado | [ 9 ] |
| William         | 11 de novembro de 1998  | Volante          | Eliminado | [ 9 ] |
| David           | 23 de março de 1998     | Zagueiro         | Eliminado | [ 9 ] |
| Jackson         | 29 de junho de 1999     | Atacante         | Eliminado | [ 9 ] |
| José            | 19 de setembro de 1999  | Meia Esquerda    | Eliminado | [ 9 ] |
| Arthur          | 4 de março de 1998      | Zagueiro         | Eliminado | [ 9 ] |
| Felipe Santana  | 8 de janeiro de 1998    | Atacante         | Eliminado | [ 9 ] |
| Gabriel         | 14 de junho de 1998     | Atacante         | Eliminado | [ 9 ] |
| Lucas           | 18 de janeiro de 1998   | Zagueiro         | Eliminado | [ 9 ] |
| Abner           | 24 de março de 1999     | Atacante         | Eliminado | [ 9 ] |
| Caique Sanches  | 8 de maio de 1998       | Goleiro          | Eliminado | [ 9 ] |
| Thiago          | 18 de fevereiro de 1998 | Atacante         | Eliminado | [ 9 ] |

## Campanha Segunda temporada
Para promover o final do programa a emissora juntamente com a MFX Post lançarão nos cinemas uma versão animada do programa com duração de dois minutos. Denominada de Menino de Ouro. Um Conto de Fadas no País do Futebol ele se baseia no conto Cinderela só que com garotos dispostos ser a nova revelação no futebol.

## Audiência
Na sua estreia, a atração teve 4,4 pontos de audiência com dados da Grande São Paulo pelo Ibope. Ficando no terceiro lugar, o programa foi mais assistido por 53% de homens contra 47% de mulheres.